# Mediations Biennale 2010

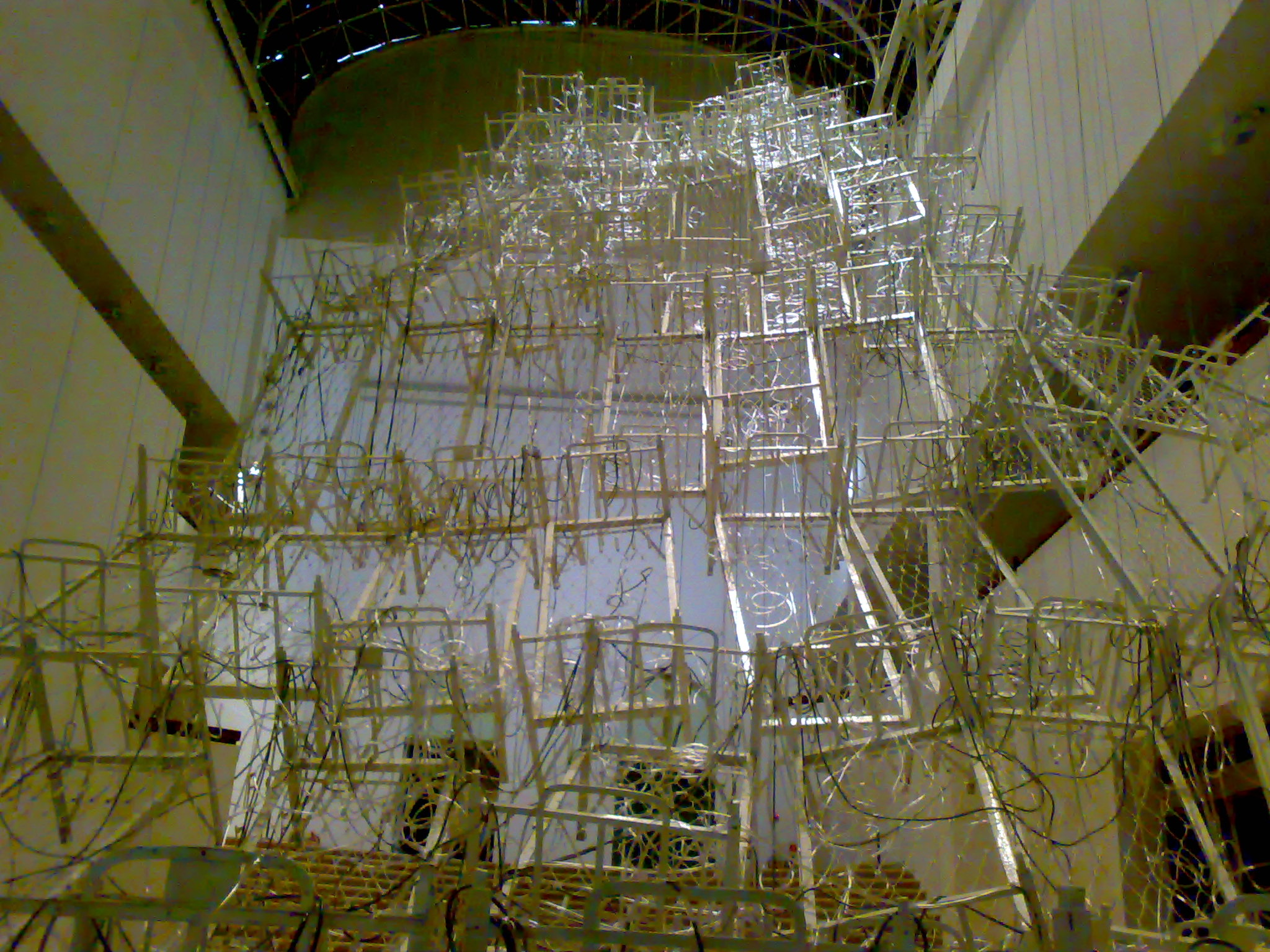
Wnętrze Muzeum Narodowego podczas Biennale

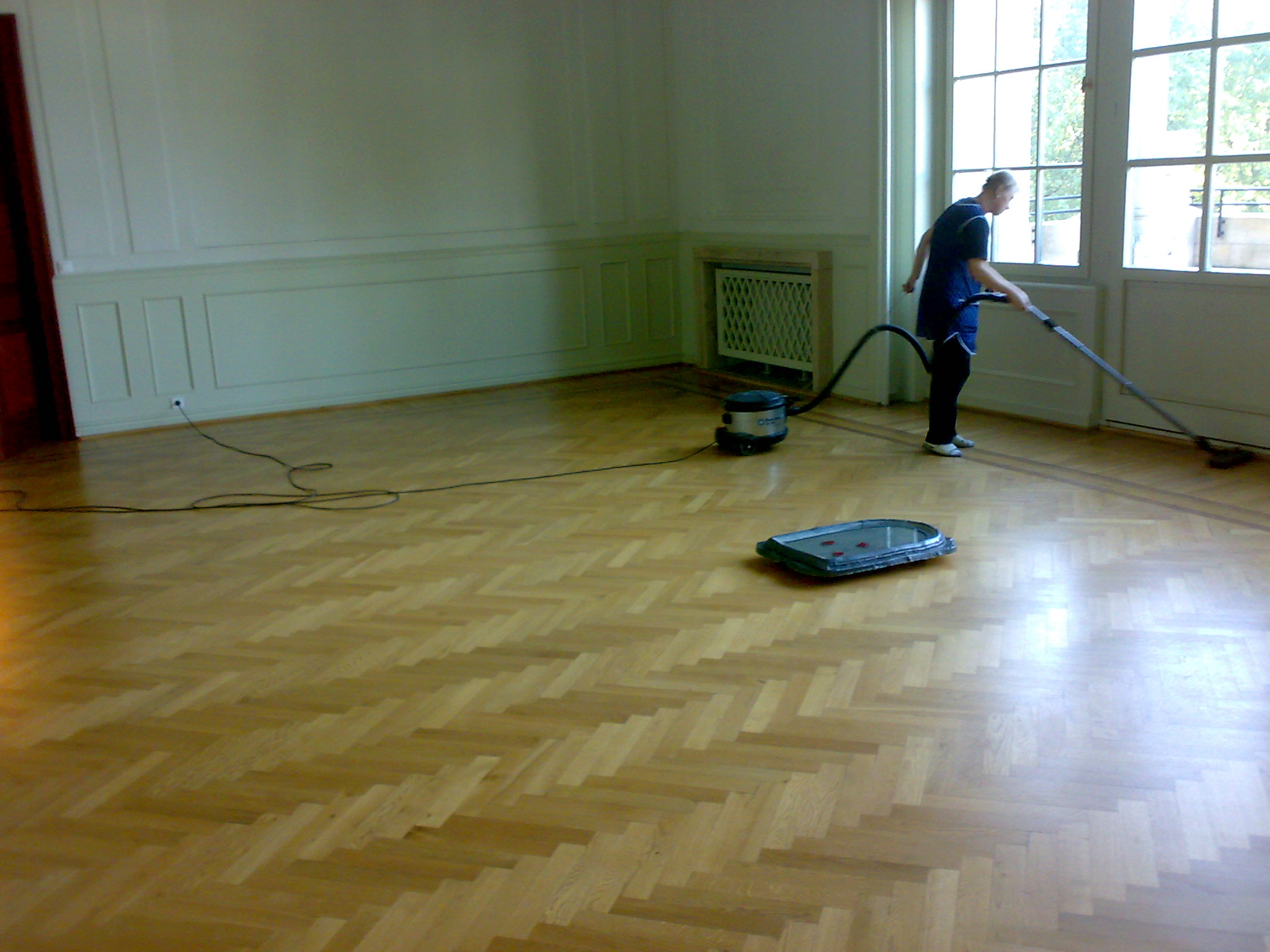
Wnętrze Zamku Cesarskiego podczas Biennale

Mediations Biennale 2010 – II edycja biennale sztuki współczesnej - Mediations Biennale odbywająca się w Poznaniu, w terminie od 11.09. do 30.10.2010 roku.
Oficjalna inauguracja Mediations Biennale 2010 była głównym wydarzeniem towarzyszącym
4. konferencji ASEM (Asia-Europe Meeting) – spotkania 43 Ministrów Kultury i delegacji z Azji i Europy, które odbyło się w Poznaniu w dniach 8-10 września 2010.

## Wydarzenia
Mediations Biennale 2010 składało się z dwóch wystaw głównych: Beyond Mediations, której kuratorami byli Tsutomu Mizusawa i prof. Ryszard W. Kluszczyński oraz Erased Walls, nad którą opiekę sprawowali Georgi Begun, Noam Braslavsky, Juraj Čarný, Nika Kukhtina, Matthias Reichelt, Sławomir Sobczak, Raman Tratsiuk & Volha Maslouskaya, Marianne Wagner oraz Tomasz Wendland.
Wydarzenia artystyczne programu towarzyszącego Biennale pojawiły się również w kilku galeriach i miejscach publicznych na terenie miasta Poznania.

### Program główny
- Beyond Mediations, kuratorzy: Tsutomu Mizusawa, prof. Ryszard W. Kluszczyński, miejsce: Muzeum Narodowe w Poznaniu i Centrum Kultury ZAMEK w Poznaniu
- Erased Walls, kuratorzy: Georgi Begun, Noam Braslavsky, Juraj Čarný, Nika Kukhtina, Matthias Reichelt, Sławomir Sobczak, Raman Tratsiuk & Volha Maslouskaya, Marianne Wagner oraz Tomasz Wendland, miejsce: opuszczony szpital przy ulicy Elizy Orzeszkowej

### Program towarzyszący
- „HUB or SChAB czyli wystawa jakiej nie było” we współpracy z Łódź Biennale, kurator: Mariusz Sołtysik, miejsce: Galeria Miejska Arsenał, Poznań
- SKIN - Extreme pleasure, Extreme pain. Art from Argentina and Urugway, kurator: Enrique Badaro, miejsce: Galeria Miejska Arsenał
- INNER FOCUS z kolekcji MONA INNER SPACES, kuratorzy: Anna Tyczyńska, Aurelia Mandziuk, miejsce: PATIO Centrum Sztuki
- Do it/duit – kurator: Tomasz Wendland, miejsce: galeria Miejska Arsenał
- Artysta w formacie Biennale – konferencja, miejsc: Centrum kultury ZAMEK[4]

### Program edukacyjny
- Odwiedziny
- Blue_box – warsztaty twórczych interpretacji sztuki współczesnej

## Organizatorzy
- Centrum Kultury ZAMEK w Poznaniu i Stowarzyszenie Kontekst Sztuki we współpracy z Muzeum Narodowym w Poznaniu
- Dyrektor: Tomasz Wendland[5]
- Dyrektor ds. artystycznych: Sławomir Sobczak
- Dyrektor ds. organizacyjnych: Anna Hryniewiecka

## Lista artystów programu głównego
- Alterazioni Video
- Arena Online
- Arena Online
- Armstrong Keith + Barker Chris
- Atia Yossi & Rose Itamar
- Azoulay Ariella
- Borek Małgorzata
- Brody Ondrej & Paetau Kristofer
- Burdjelez Pasko
- Chilińska Dorota i Wasilewski Andrzej
- Chişa Anetta Mona i Tkáčová Lucia
- Ciervo Costantino
- Courchesne Luc
- Dagonnier Ronald
- Dahlberg Jonas
- Dejanoff Plamen
- Dementieva Alexandra
- Democracia /Iván López, Pablo España/
- Dreyfus S. + van Oldenborgh L.
- Džadoň Tomáš
- Fajnor Richard
- Feingold Ken
- Fonar Cocos Inga
- Fujihata Masaki
- Fürtler Clemens
- Gaetano Adi Paula
- Golba Hossein
- Grupa 4!
- Grupa Block
- Hammerstiel Robert F.
- Hatakeyama Naoya
- Herz Rudolf
- Ishida Takashi
- Iveković Sanja
- Jakubowicz Rafał
- Jasiukiewicz Jakub
- Jeron Karl Heinz
- Kac Eduardo
- Kähne MK
- Kähne MK i Loginov Andrei
- Kaltenborn Sandy i Maite Pierre/ Image-shift
- Katzenstein Uri
- Kees Peter
- Kilpper Thomas
- Kimsooja
- Klimaszewski Cezary
- Kobayashi Masato
- Köbberling Folke & Kaltwasser Martin
- Koniusz Daniel
- Koppe Bart
- Kowalewski Paweł
- Kriegerowski Christine and Tempel Christoph
- Kunkel Oliver
- Kurak Maciej
- Kurzwelly Michael
- Kuskowski Kamil
- Kuzyszyn Konrad
- Lafontaine Marie-Jo
- Legrady George i Forbes Angus
- Lejman Dominik
- Lewin Ola
- Maire Julien
- Marek Kvetan
- Marynowsky Wade
- März Volker
- Masár Stano
- Matsuyama Yuiko
- Moyzes Tamara & Yaffe Shlomi
- Muyle Johan
- Nagasawa Hidetoshi
- Nikolić Vladimir
- NO-MAD
- Norman Jean-Christophe
- Oksiuta Zbigniew
- Orlikowska Anna
- Paci Adrian
- Pęk Mateusz
- Pepłoński Andrzej
- Popławski Dominik
- PSJM
- Puype Peter
- Reichman Ariel
- Rhodes Geoffrey Alan
- Ritter Don
- Robakowski Józef
- Sakai Yukina
- Sakin Roman
- Schefferski Roland
- Sela Ruti & Amir Maayan
- Shahar Marcus
- Shiota Chiharu
- Smoleński Konrad
- Sokol Haim
- Sommerer Christa + Mignonneau Laurent
- Sonntag Jan-Peter E.R.
- Sołowiej Krzysztof
- Stirling Calum
- Szymankiewicz Małgorzata
- Teran Michelle
- The United Transnational Republics
- Theys Koen
- Toche Jean
- Toomik Jaan
- Trushevsky Ilya
- Tyminko Maxim
- Ultra-red
- Vaněk Tomáš
- Vanmechelen Koen
- Vanouse Paul
- Wallin Magnus
- Weerasethakul Apichatpong
- Winterhagen Marc Tobias
- Wu Jian’an
- Wyrzykowski Piotr
- Yahagi Kijuro
- Yushko Oleg[6]